# Projekt ALF
Projekt ALF (ang. Project: ALF) – amerykańska komedia science fiction z 1996 roku w reżyserii Dicka Lowry’ego. Film jest kontynuacją ostatniego odcinka serialu ALF.

## Fabuła
Podczas próby opuszczenia Ziemi ALF zostaje schwytany przez amerykańskie siły powietrzne i uwięziony w bazie wojskowej Edmonds pod nadzorem pułkownika Gilberta Milfoila. Milfoil planuje zabić Alfa w ramach eksperymentu z produktami kosmetycznymi, a winą obarczyć porucznika Reese’a.
Jednakże dwóch naukowców z sił powietrznych, major Mellisa Hill i kapitan Rick Mullican, dowiadują się o planach pułkownika i postanawiają pomóc Alfowi w ucieczce. Udaje im się schronić w motelu, ale sytuacja komplikuje się, gdy w sprawę zostaje zaangażowana policja i wojsko.
Uciekinierzy postanawiają zwrócić się o pomoc do Dextera Moyersa, byłego naukowca NASA, który chce ujawnić istnienie Alfa, by go chronić. Jednak Melissa odkrywa, że prawdziwym zamiarem Moyersa jest sprzedaż Alfa na licytacji podczas transmisji telewizyjnej. Nie dochodzi jednak do tego dzięki interwencji wojska.

## Obsada
- Paul Fusco jako ALF
- William O’Leary jako kapitan Rick Mullican
- Jensen Daggett jako major Melissa Hill
- Martin Sheen jako pułkownik Gilbert Milfoil
- Scott Michael Campbell jako porucznik Harold Reese
- Beverly Archer jako dr Carnage
- Charles Robinson jako Stanley
- Miguel Ferrer jako Dexter Moyers
- Liz Coke jako Nina
- John Schuck jako generał Myron Stone
- Markus Redmond jako sierżant Rhomboid
- Ed Begley Jr. jako Warner
- Ray Walston jako menadżer motelu
- Dell Yount jako dr Mockton
- Michael Weatherred jako Murphy
- Erick Avari jako Rocket (głos)

## Produkcja
Zakończenie czwartego sezon serialu zostało zaplanowane jako dwuczęściowy finał, który w piątym sezonie miał poprowadzić serial w zupełnie nowym kierunku. Jednakże z powodu spadków oglądalności stacja NBC podjęła decyzję o anulowaniu produkcji, dlatego zrealizowano tylko jego pierwszą część, która zakończył się cliffhangerem i pozostawiła historię Alfa otwartą.
Po zakończeniu serialu stacja NBC nie była zainteresowana kontynuacją historii w formie filmu. W rezultacie prawa do produkcji filmu zostały przejęte przez stację ABC, która w 1996 roku zdecydowała się zrealizować telewizyjny film kontynuujący finałowy wątek z serialu. W produkcji wystąpił m.in. Martin Sheen, jednakże zabrakło rodziny Tannerów, których brak w filmie wytłumaczono tym, że zostali objęci programem ochrony świadków i przeniesieni na Islandię.

## Odbiór
W serwisie Rotten Tomatoes film otrzymał mieszane recenzje. Krytycy zauważyli, że film oferuje solidne zakończenie serii, ale zauważalny był brak chemii między Alfem a nowymi postaciami.
Według opinii z serwisu IMDb film nie spełnił oczekiwań fanów serialu. Brak rodziny Tannerów był dużym minusem, a humor i fabuła nie dorównywały poziomowi oryginalnego serialu.
Douglas Davidson z serwisu Elements of Madness stwierdził, że film jest rozrywką dla tych, którzy dorastali z Alfem, ale nie dorównuje poziomowi oryginalnemu serialowi.
Natomiast Todd Everett z serwisu Variety podkreślił, że główną atrakcją filmu są żarty Alfa, które nawiązują do kultury lat 90. Docenił również występy aktorów, w tym Martina Sheena, który zagrał pułkownika Milfoila.